# 滋賀県立高島高等学校
滋賀県立高島高等学校（しがけんりつ たかしまこうとうがっこう）は、滋賀県高島市今津町今津に所在する公立の高等学校。

## 概要
歴史
1920年（大正9年）創立の「滋賀県立今津中学校」と、1927年（昭和2年）創立の「滋賀県立藤樹高等女学校」（当初は「大溝町立大溝実科高等女学校」）を前身とする。
設置課程・学科
全日制課程 普通科
- Aクラス（普通クラス）とBクラス（特別進学クラス）に分かれている。

全日制課程 文理探究科
校訓
「敦厚剛毅」
校章
近江聖人・中江藤樹に由来する藤に「高」の文字を組み合わせている。
校歌
作詞は和田利男、作曲は内藤登による。歌詞は3番まである。
同窓会
「藤陰会」と称する。

## 沿革
- 1920年4月8日 - 「滋賀県立今津中学校」を開校。
- 1927年3月10日 - 「大溝町立大溝実科高等女学校」を開校。
- 1936年3月31日 - 大溝実科高等女学校を県立に移管し、「滋賀県立藤樹実科高等女学校」と改称。
- 1940年3月31日 - 藤樹実科高等女学校を「滋賀県立藤樹高等女学校」と改称。
- 1948年4月1日 - 学制改革により滋賀県立今津中学校、滋賀県立藤樹高等女学校を統合し、「滋賀県立高島高等学校」を開設、普通科を設置。
- 1949年4月1日 - 旧藤樹高等女学校校舎を廃止し、今津校舎に統合。
- 1951年
  - 4月1日 - 商業科を設置。
  - 7月1日 - 旧剣道場を家庭科教室に改造。
- 1954年4月27日 - 図書館・生物教室・商業実践教室が新築完成。
- 1957年4月3日 - 講堂便所・生徒会室等を増築。
- 1962年
  - 3月25日 - 普通教室4教室を増築。
  - 4月23日 - 本館が焼失。
- 1963年3月31日 - 本館を再建。
- 1965年3月31日 - 普通教室3教室、商業特別教室が竣工。
- 1966年
  - 4月1日 - 安曇川分校を開設。
  - 8月31日 - 安曇川分校校舎が新築完成。
- 1967年
  - 3月16日 - 体育館が新築完成。
  - 7月31日 - プールを新設。
- 1969年3月31日 - 第2本館が完成。
- 1970年3月30日 - 図書館・視聴覚教室・保健室・会議室が新築完成。
- 1973年4月1日 - 安曇川分校が滋賀県立安曇川高等学校として独立したことに伴い、商業科募集停止。
- 1975年4月1日 - 柔剣道場が新築完成。
- 1979年3月24日 - 家庭科教室が改築完成。
- 1980年
  - 3月1日 - 運動部部室が新築完成。
  - 9月3日 - 運動場整備工事が完了。
- 1982年9月4日 - 木造校舎を解体、第2本館に増築。
- 1983年3月31日 - 生徒昇降場が完成。
- 1984年 - 野球部が第56回選抜高等学校野球大会に出場。対佐賀商業高校戦で誤審が発生する。
- 1985年1月31日 - 室内練習場が完成。
- 1990年3月27日 - セミナーハウス「藤陰会館」が新築完成。
- 1992年
  - 4月8日 - 制服を改定。
  - 12月17日 - 小体育館が完成。
- 1996年3月27日 - ホームルーム棟を増築。
- 2000年11月12日 - 「心の教育基金」を設置、前庭を整備。
- 2008年4月8日 - 制服を改定。
- 2021年4月1日 - 文理探究科が新設。

## 部活動
男子バレーボール部、ボート部、スキー部などがインターハイ・国体に出場している。
- 運動部 - 陸上競技、サッカー、柔道、剣道、野球、卓球、ボート、スキー、バレーボール、ハンドボール、バスケットボール、ソフトテニス、バドミントン
- 文化部 - 吹奏楽、演劇、写真、書道、美術、茶華道、JRC（青少年赤十字）

## アクセス
- JR湖西線近江今津駅 徒歩15分

## 著名な卒業生
- 福井正明 - 高島市長
- 西川喜代治 - 元第2代高島市長
- 海東英和 - 元初代高島市長、内閣府公益認定等委員会委員
- 川島信也 - 元長浜市長
- 河本嘉久蔵 - 参議院議員、アヤハグループ創業者
- 河本英典 - 参議院議員
- 饗庭孝男 - フランス文学者、文芸評論家、元青山学院大学名誉教授
- 石黒浩 - 大阪大学大学院基礎工学研究科教授
- 木村至宏 - 成安造形大学学長
- 地村彰之 - 広島大学大学院文学研究科教授
- 高井研 - 微生物地球学者
- 竹脇出 - 京都大学大学院工学研究科元教授、京都大学名誉教授、京都美術工芸大学学長
- 磯辺篤彦 - 九州大学応用力学研究所主幹教授
- 澤田軍治郎 - 大阪教育大学名誉教授
- 白井庄次郎 - スーパーセンテナリアン、国内最高齢男性
- 桂紅雀 - 落語家、桂米朝一門
- 桂優々 - 落語家、桂米朝一門
- 竹脇直巳 - ボブスレー選手
- 馬場章夫 - タレント、ラジオパーソナリティ、探検家
- 三嶋真路 - ナレーター、ラジオパーソナリティ
- 井保三兎 - 劇作家、役者、演出家
- 松本修 - 朝日放送プロデューサー
- 森本千賀子 - 実業家、キャリアデザイナー、著作家、講演家。「株式会社morich」代表取締役 兼 All Rounder Agent
- 岸誠二 - アニメーション演出家、監督
- 城島充 - ノンフィクション作家、大学教授
- 沢井亮 - 元AV男優、AV製作スタッフ、出張ホスト
- 水澤心吾 - 俳優、心理トレーナー
- 水口由紀 - 競艇選手
- 井上紀良 - 漫画家
- 瀧中瞭太 - 野球選手（投手）

## 著名な教職員
- 上原茂次 - 政治家、大津市長、本校の前身である高等女学校存続に尽力
- 秋本守英 - 国文学者、国語学者、龍谷大学名誉教授、副学長、元本校国語科教諭
- 桜井広大 - プロ野球選手（外野手、右投右打）、本校野球部の臨時コーチ